# Yamato (glaciär i Antarktis)
Yamato är en glaciär i Antarktis. Den ligger i Östantarktis. Norge gör anspråk på området. Yamato ligger 1 820 meter över havet.
Terrängen runt Yamato är huvudsakligen platt, men åt nordväst är den kuperad. Trakten är obefolkad. Det finns inga samhällen i närheten. 